# Kamimaezu (métro de Nagoya)
Kamimaezu (上前津駅, Kamimaezu-eki) est une station du métro de Nagoya sur les lignes Tsurumai et Meijō dans l'arrondissement de Naka à Nagoya.

## Situation sur le réseau
La station Kamimaezu est située au point kilométrique (PK) 8,8 de la ligne Tsurumai et au PK 1,6 de la ligne Meijō.

## Histoire
La station a été inaugurée le 30 mars 1967 sur la ligne Meijō. La ligne Tsurumai y arrive le 18 mars 1977.

## Services aux voyageurs

### Accès et accueil
La station est ouverte tous les jours.

### Desserte

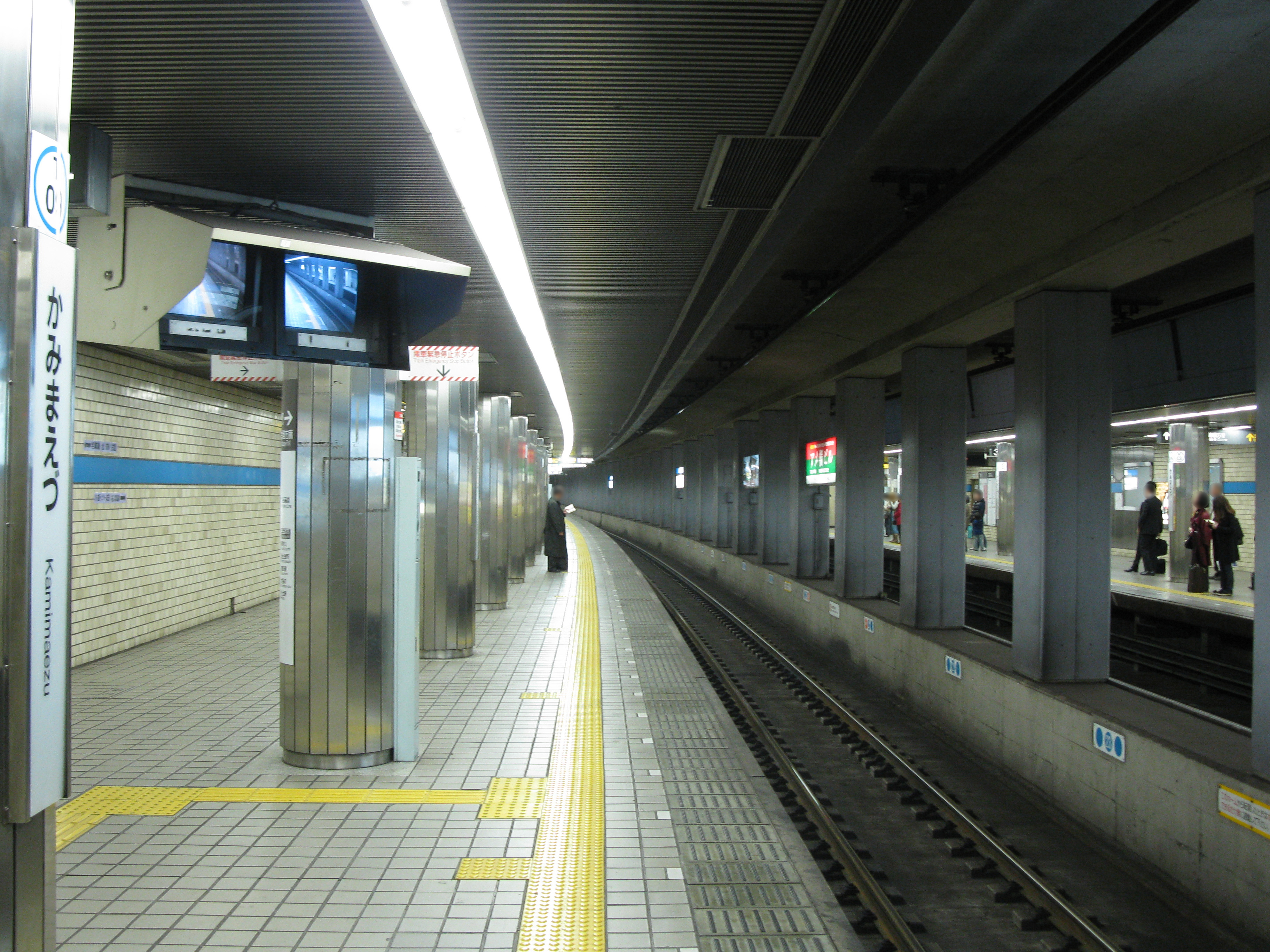
Vue des quais de la ligne Tsurumai

- Ligne Meijō :
  - voie 1 : direction Aratama-bashi
  - voie 2 : direction Ōzone
- Ligne Tsurumai :
  - voie 3 : direction Akaike
  - voie 4 : direction Kami-Otai